# Хухуй (станция метро)
«Хухуй» (исп. Jujuy) — станция Линии E метрополитена Буэнос-Айреса.
Станция расположена в городском районе Сан-Кристобаль. Станция Хухуй, как и Линия Е, была открыта 20 июня 1944 года. Со станции Хухуй можно сделать пересадку на станцию метро Умберто I (Линия H).
Название своё станция получила от улицы Авенида Хухуй, на перекрёстке которой с Авенидой Сан-Хуан она и расположена. Улица же получила своё название от северо-западной провинции Аргентины Хухуй. В 1997 году станция была включена в число Национальных исторических памятников.
Как и остальные старые станций Линии E, открытые в 1944 году, станция Хухуй была украшена при участии компании «CHADOPyF», занимавшейся в 1930-е годы строительством линий метро в Буэнос-Айресе. Фрески на этой станции были написаны по эскизам 1939 года художника Алехандро Сирио и посвящены провинции Хухуй. Первая из них носит название «Северные гаучо» (исп. Los gauchos norteños), а вторая рассказывает о природных богатствах провинции.

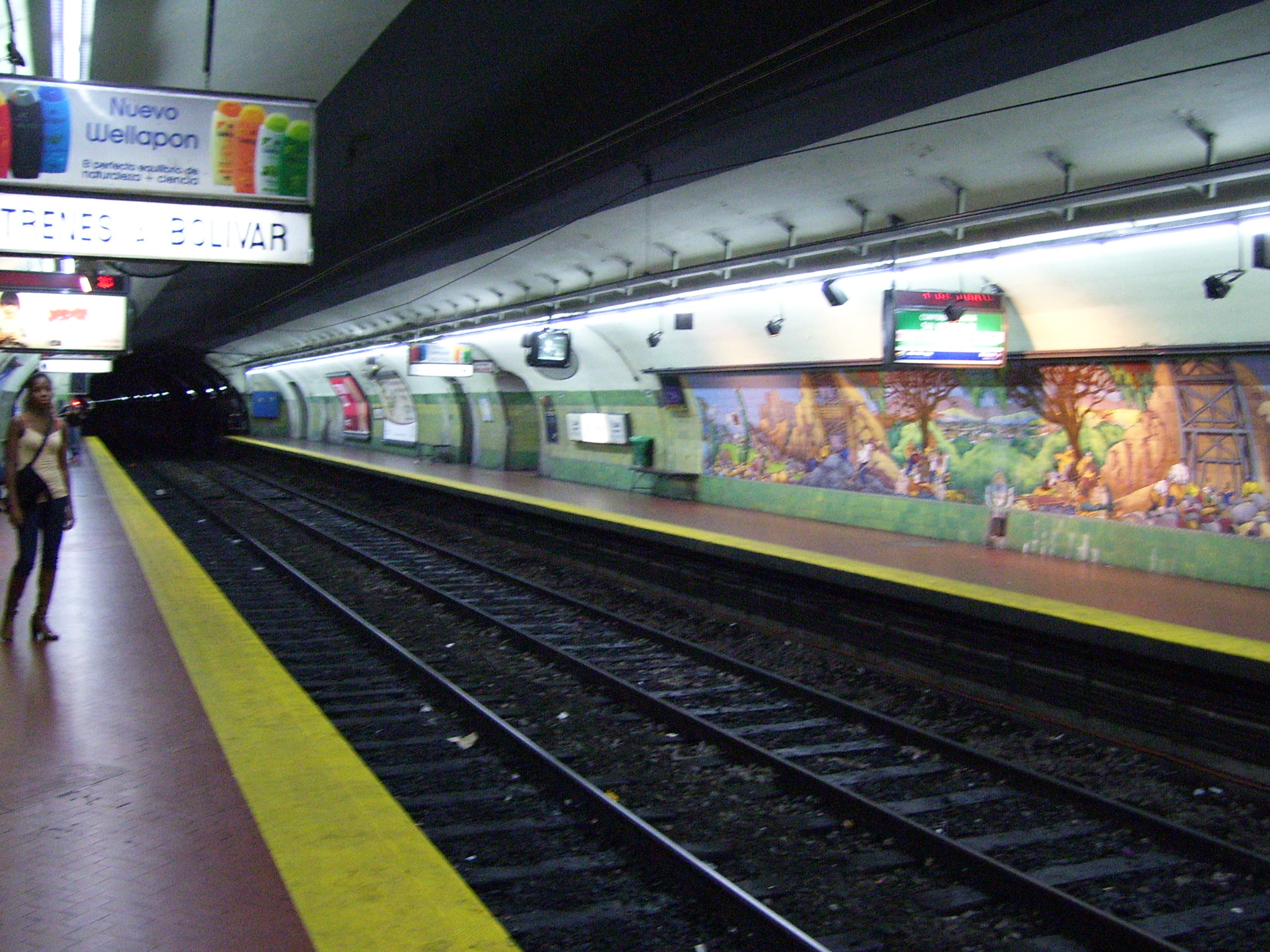
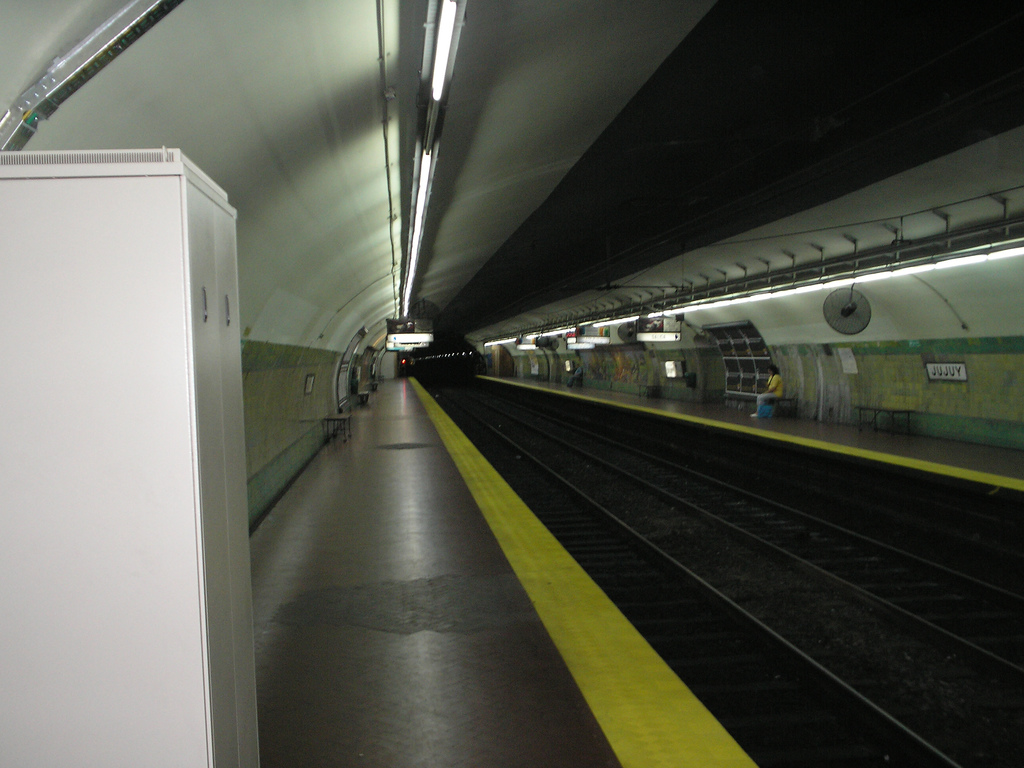
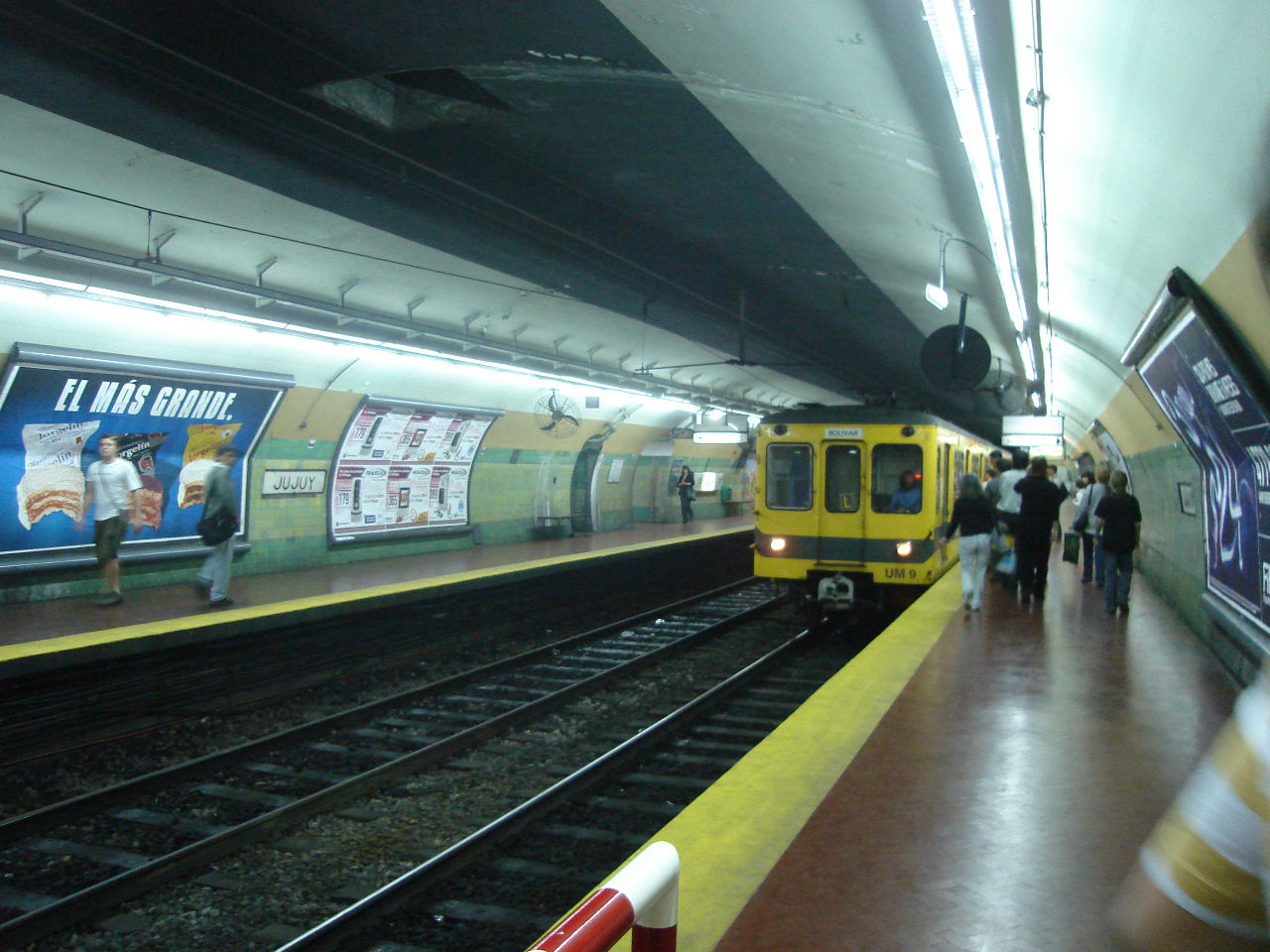